# Лукас Вільяфаньєс
Лукас Вільяфаньєс (ісп. Lucas Villafáñez, нар. 4 жовтня 1991, Комодоро-Рівадавія) — аргентинський футболіст, півзахисник грецького клубу «Кіфісія». Виступав також за низку аргентинских та закордонних клубів, а також у складі молодіжної збірної Аргентини. Володар Кубка Греції. Чемпіон Кіпру.

## Клубна кар'єра
Лукас Вільяфаньєс народився 1991 року в місті Комодоро-Рівадавія, та є вихованцем футбольної школи клубу КАІ. У 2008 році Вільяфаньєс розпочав виступи в основній команді клубу, в якій грав до 2010 року, взявши участь у 57 матчах чемпіонату.
У 2011 році футболіст став гравцем клубу «Індепендьєнте», у складі якого грав до 2013 року, після чого керівництво кубу віддало гравця в річну оренду до клубу «Уракан», пізніше в 2014 році передало футболіста в оренду до грецького клубу «Панетолікос» до 2016 року.
У 2016 році Лукас Вільяфаньєс став гравцем іншого грецького клубу «Панатінаїкос» на умовах постійного контракту, та грав у складі афінського клубу до 2018 року. Протягом 2018—2019 років аргентинський півзахисник грав у складі турецького клубу «Аланьяспор», а пізніше в 2019—2020 роках грав у складі мексиканського клубу «Монаркас».
У 2020 році Вільяфаньєс повернувся до складу «Панатінаїкоса», в якому цього разу грав до 2022 року, та став у складі клубу володарем Кубка Греції.
У 2022 році аргентинський футболіст став гравцем кіпрського клубу АПОЕЛ, у складі якого в сезоні 2023—2024 року став чемпіоном Кіпру. У 2024 році Вільяфаньєс перейшов до грецького клубу «Волос». З початку 2025 року футболіст грає у складі іншого грецького клубу «Кіфісія».

## Виступи за збірні
Лукас Вільяфаньєс у юнацькому віці грав у складі юнацької збірної Аргентини, загалом на юнацькому рівні взяв участь у 6 іграх.
У 2010—2011 роках Вільяфаньєс грав у складі молодіжної збірної Аргентини. У 2011 році футболіст у складі молодіжної збірної грав на молодіжному чемпіонаті світу. Загалом на молодіжному рівні зіграв у 3 офіційних матчах, забив 1 гол.

## Титули і досягнення
- Володар Кубка Греції (1):

«Панатінаїкос»: 2021–2022
- Чемпіон Кіпру (1):

АПОЕЛ: 2023–2024